# Chittenango
Chittenango è una località (village) degli Stati Uniti d'America della contea di Madison nello Stato di New York. Il villaggio si trova nella parte meridionale della cittadina di Sullivan. La popolazione era di 5 081 abitanti al censimento 2010.
Qui è nato Lyman Frank Baum, autore de Il meraviglioso mago di Oz. Ogni anno si tiene un festival chiamato "Oz-Stravaganza!" in onore di Baum e della sua maggiore opera letteraria.